# 2021 Asian Wrestling Olympic Qualification Tournament
El Torneo Asiático de Clasificación Olímpica de Lucha 2021 fue el cuarto y último torneo clasificatorio para los Juegos Olímpicos de verano de 2020. El evento fue realizado del 9 al 11 de abril de 2021, en Almaty, Kazajistán. El Campeonato Asiático de Lucha 2021 se realizó en el mismo lugar.

## Resumen de cualificación
Un total de 36 atletas aseguraron un cupo para los Juegos Olímpicos de verano de 2020 de Tokio, Japón. Se dieron dos cupos a cada clase de peso en cada evento. Esto dejó un total de 12 plazas disponibles por cada evento. Todos los campeones y subcampeones de cada clase obtuvieron su plaza en el deporte de lucha para los Juegos Olímpicos de Verano de 2020.